# Comunidad de comunas Ousse-Gabas
La Comunidad de comunas Ousse-Gabas (Communauté de communes Ousse-Gabas, CCOG en francés), es una estructura intercomunal francesa situada en el departamento francés de Pirineos Atlánticos de la región de Aquitania.

## Historia
Fue creada el 1 de enero de 2002 con la unión de las doce comunas del antiguo cantón de Pontacq, dos de las quince comunas del antiguo cantón de Montaner y una de las seis comunas del antiguo cantón de Pau-Este y que actualmente pertenecen al cantón de Valles del Ousse y de Lagoin.

## Nombre
Debe su nombre a que en la comunidad se hallan los ríos que le dan su nombre, el Oisse, un afluente del Gave de Pau, y el Gabas, un afluente del Adur.

## Composición
La Comunidad de comunas reagrupa 15 comunas:
| Comuna        | Código INSEE | Cantón                       | Población (2012) | Superficie (km²) | Densidad (hab./km²) |
| ------------- | ------------ | ---------------------------- | ---------------- | ---------------- | ------------------- |
| Aast          | 64001        | Valles del Ousse y de Lagoin | 183              | 4,85             | 37,7                |
| Barzun        | 64097        | Valles del Ousse y de Lagoin | 597              | 8,19             | 72,9                |
| Espoey        | 64216        | Valles del Ousse y de Lagoin | 1062             | 13,43            | 79,1                |
| Ger           | 64238        | Valles del Ousse y de Lagoin | 1933             | 31,49            | 61,4                |
| Gomer         | 64246        | Valles del Ousse y de Lagoin | 262              | 3,24             | 80,9                |
| Hours         | 64266        | Valles del Ousse y de Lagoin | 240              | 5,79             | 41,5                |
| Labatmale     | 64292        | Valles del Ousse y de Lagoin | 250              | 3,32             | 75,3                |
| Limendous     | 64343        | Valles del Ousse y de Lagoin | 563              | 7,48             | 75,3                |
| Livron        | 64344        | Valles del Ousse y de Lagoin | 428              | 7,54             | 56,8                |
| Lourenties    | 64352        | Valles del Ousse y de Lagoin | 361              | 8,94             | 40,4                |
| Lucgarier     | 64358        | Valles del Ousse y de Lagoin | 269              | 5,67             | 47,4                |
| Nousty        | 64419        | Valles del Ousse y de Lagoin | 1552             | 11,91            | 130,3               |
| Ponson-Dessus | 64452        | Valles del Ousse y de Lagoin | 246              | 10,77            | 22,8                |
| Pontacq       | 64453        | Valles del Ousse y de Lagoin | 2867             | 28,85            | 99,4                |
| Soumoulou     | 64526        | Valles del Ousse y de Lagoin | 1516             | 2,79             | 543,4               |

## Competencias
La comunidad es un organismo público de cooperación intercomunal.
Sus recursos provienen del impuesto sobre los rendimientos del trabajo único, del sistema de contribuciones que se aplica a los residuos y asignaciones y subvenciones de diversos socios.
Sus competencias en general se centran en el desarrollo económico, medio ambiental, de empleo y los servicios comunitarios a los habitantes:
- Ordenación del Territorio
  - Plan de Coherencia Territorial (SCOT, en francés).
  - Plan Sectorial.
- Desarrollo y organización económica
  - Acción de desarrollo económico de las actividades industriales, comerciales o de empleo, (apoyo de las actividades agrícolas y forestales...).
  - Creación, organización, mantenimiento y gestión de zonas de actividades industriales, comerciales, terciario, artesanal o turístico.
- Desarrollo y organización social y cultural
  - Actividades culturales y socioculturales.
  - Actividades deportivas.
  - Construcción y/u organización, mantenimiento, gestión de equipamientos o establecimientos culturales, socioculturales, socioeducativos, deportivos…, etc.
  - Transporte escolar.
- Medio ambiente
  - Saneamiento no colectivo.
  - Recogida y tratamiento de los residuos urbanos y asimilados.
  - Protección y valorización del Medio Ambiente.
- Vivienda y hábitat
  - Programa local del hábitat.
- Servicio de vías públicas
  - Creación, organización y mantenimiento del servicio de vías públicas.
- Otros
  - Adquisición comunal de material.
  - Informática, Talleres vecinales.